# Таммеярве
Таммеярве (эст. Tammejärve) — бывшая деревня в волости Саку (уезд Харьюмаа, северная Эстония). На севере граничила с Таллином, на западе с Мяннику, на востоке с Кангру. В 2011 году число жителей деревни составляло 18 человек.

## История
Деревня образовалась вокруг хутора Тамме и получила название в честь озера Тамметалу ярве, которое раньше находилось рядом с хутором. Озеро описывается в справочнике эстонских озер Ярэ Меремется 1977 года. В результате разработки печаных карьеров в Мяннику, была нарушена система грунтовых вод и озеро перестало существовать.
В 2019 году деревня была административно поделена между посёлками Луйге и Кангру (волость Кийли) и деревней Мяннику.

## Транспорт
В Таммеярве останавливался пригородный рейсовый автобус №116, следующий из Таллина в Паэкна, и коммерческий автобус №219, следующий из Таллина в Аэспа.